# Okres Pabianice
Okres Pabianice (polsky Powiat pabianicki) je okres v polském Lodžském vojvodství. Rozlohu má 492,21 km² a v roce 2024 zde žilo 118 704 obyvatel. Sídlem správy okresu je město Pabianice.

## Gminy
Městské:
- Konstantynów Łódzki
- Pabianice

Městsko-vesnická:
- Lutomiersk

Vesnické:
- Dłutów
- Dobroń
- Ksawerów
- Pabianice

## Města
- Konstantynów Łódzki
- Lutomiersk
- Pabianice

## Sousední okresy
| Růžice kompasu | Poddębice | Zgierz          | Zgierz               | Růžice kompasu |
| Růžice kompasu | Łask      | Sever           | Lodž, Lodž východ    | Růžice kompasu |
| Růžice kompasu | Łask      | Okres Pabianice | Lodž, Lodž východ    | Růžice kompasu |
| Růžice kompasu | Łask      | Jih             | Lodž, Lodž východ    | Růžice kompasu |
| Růžice kompasu | Łask      | Bełchatów       | Piotrków Trybunalski | Růžice kompasu |